# Conioscinella rudebecki
Conioscinella rudebecki är en tvåvingeart som beskrevs av Curtis W. Sabrosky 1959. Conioscinella rudebecki ingår i släktet Conioscinella och familjen fritflugor. Inga underarter finns listade i Catalogue of Life.